# Dorfkirche Hohensaaten

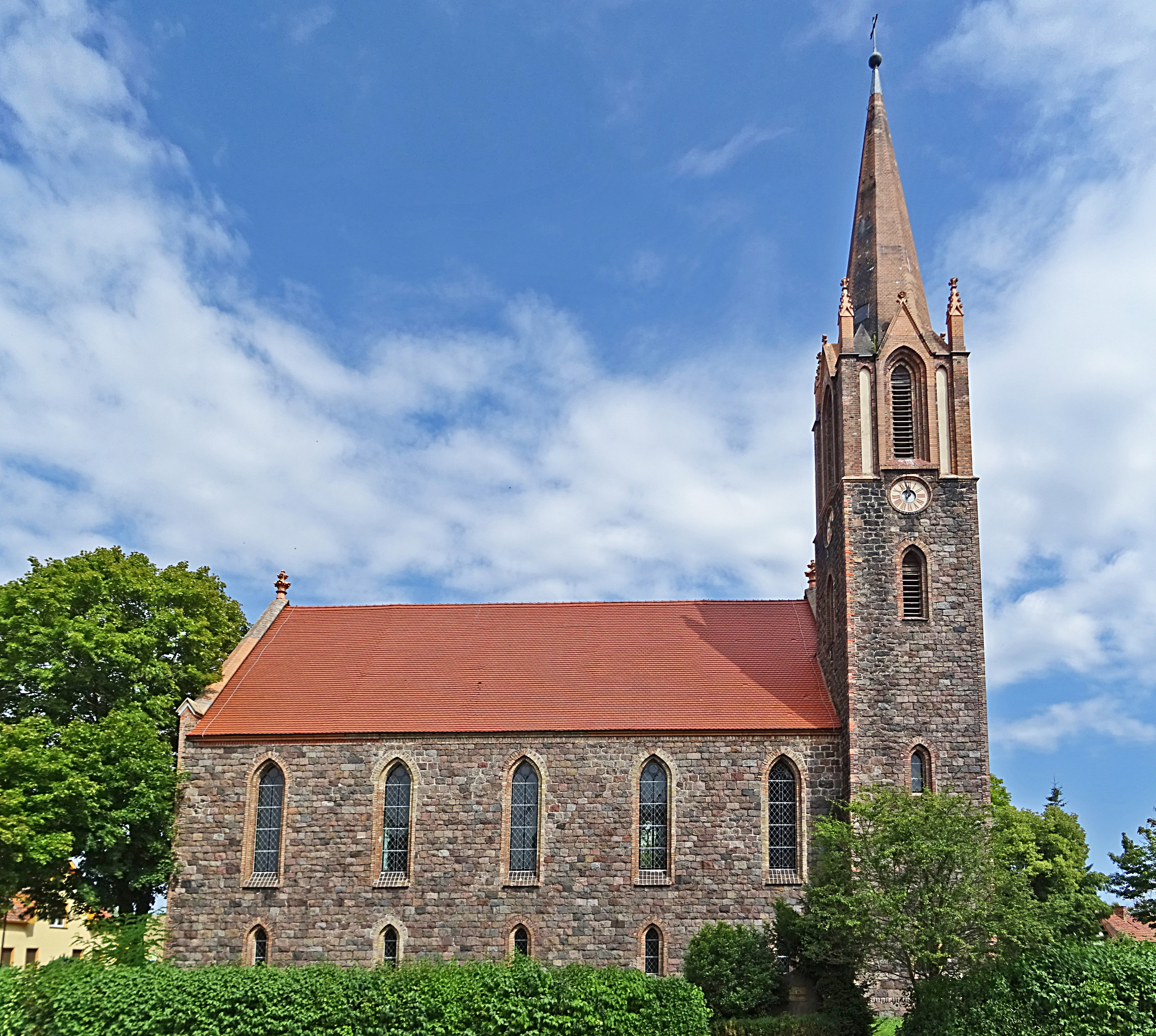
Dorfkirche Hohensaaten

Die evangelische, denkmalgeschützte Dorfkirche Hohensaaten steht in Hohensaaten, einem Stadtteil von Bad Freienwalde (Oder) im Landkreis Märkisch-Oderland in Brandenburg. Die Kirche gehört zum Pfarrsprengel Alte Oder im Kirchenkreis Oderland-Spree der Evangelischen Kirche Berlin-Brandenburg-schlesische Oberlausitz.

## Beschreibung
Die neugotische Feldsteinkirche wurde von 1858 bis 1860 nach einem Entwurf von Friedrich August Stüler gebaut. Sie besteht aus einem Langhaus, an dessen Westseite sich das Portal unter einem Ochsenauge befindet, einer fünfseitigen, von Strebepfeilern gestützten Apsis im Osten und einem quadratischen Kirchturm an deren Südwand. Sein oberstes Geschoss aus Backsteinen ist mit einem achtseitigen, aus Backsteinen gemauerten Knickhelm zwischen Fialen bedeckt, der 1905 erneuert werden musste. Die Saalkirche wurde nach der Beschädigung im Zweiten Weltkrieg 1949/50 wieder hergestellt. An den Längswänden befinden sich zwei Reihen übereinander angeordneter Fenster, wobei die kleinen unteren den Raum unter der Empore belichten. 
Der Innenraum des Langhauses ist mit einem offenen Dachstuhl mit Zugankern überspannt. Die Kirchenausstattung stammt aus der Bauzeit. Die 1874 von Georg Mickley gebaute und 1952 umdisponierte Orgel auf der Empore hat neun Register auf zwei Manualen und Pedal.